# TALOS
TALOS (англ. Tactical Assault Light Operator Suit) — проект разработки перспективного американского роботизированного экзоскелета для спецназа вооружённых сил. Предполагается, что конструкция систем TALOS будет обеспечивать связь, управление, навигацию, контроль за жизнеобеспечением своего обладателя, а также — его защиту с помощью, так называемой, «жидкой керамической брони», которая основана на технологиях наночастиц, взаимодействующих с кевларовыми волокнами бронежилета.

## Ожидаемые характеристики
В начале проекта, в качестве основных направлений работы заявлялось достижение следующих целей:
- Оптимальное распределение веса солдата и его снаряжения на несущие компоненты системы,
- Полная баллистическая защита всей поверхности тела самыми современными средствами,
- Низкое энергопотребление,
- Светошумовая скрытность использования,
- Интегрированные системы терморегулирования и биомедицинского контроля за состоянием человека, а также — встроенные компоненты для оказания первой медицинской помощи при ранении,
- Система непрерывного мониторинга окружающей обстановки,
- Полный вес не более 180 кг при обеспечении энергопотребления мощностью 12 кВт в течение 12 часов.

Особый интерес у экспертного сообщества вызывает предполагаемое усиление защищённости бойца «жидкой бронёй», которая не будет сказываться на его подвижности. Данная технология основана на использовании необычных неньютоновских свойств жидких суспензий из наночастиц, которые могут эффективно поглощать энергию ударного воздействия моментально затвердевая и распределяя удар пули на значительную площадь обычного кевларового бронежилета.
Командование SOCOM в лице адмирала МакРейвена выразило надежду увидеть полностью завершенный комплект снаряжения не позднее августа 2018 года. В первые четыре года разработки планируется потратить около 80 млн долларов США.

## История
Первый концепт костюма был представлен в мае 2013 года, при этом была высказана надежда получить работающие прототипы в течение ближайших трёх лет.
В мае 2015 года появилось сообщение, что американской компанией Revision Military был проведён показ полноразмерного прототипа «костюма для кинетических операций» (Kinetic Operations Suit), размещённого на манекене. По заверениям представителей компании броня костюма обеспечивает защиту примерно 60 % поверхности тела человека-оператора от винтовочных боеприпасов, в то время как обычные современные бронежилеты имеют значения этого параметра около 18 %. Боевая компонента костюма включает в себя несущий экзоскелет, который перераспределяет на себя вес шлема с прибором ночного видения, брони и экипировки перенося их на моторизованные силовые приводы. Особое внимание при этом уделяется защите от нагрузки шейного отдела позвоночника и нижней части спины. Помимо этого, костюм снабжен системой охлаждения, размещенной за плечами и позволяющей поддерживать постоянную температуру внутри с помощью воды, которая прокачивается через систему трубок общей длиной около трёх метров.

## Разработчики
На веб-сайте проекта перечисляются 55 промышленных, 20 государственных и 12 академических учреждений. Среди участников проекта упоминается Массачусетский технологический институт Гарвардский университет, Калифорнийский университет, Университет Делавэра, Мичиганский университет, корпорации Boeing, Lockheed Martin, Raytheon, Adidas, NPR, Nike, Red Bull Air Force, Ekso Labs и др.

## Критика проекта
После оглашения сроков и имеющихся фондов на проведение НИОКР, неназванные эксперты оборонной промышленности отнеслись к планам организаторов проекта TALOS с нескрываемым скепсисом ссылаясь на фактически финансовый провал предыдущей программы Land Warrior, на три основных контракта которой с 1996 по 2006 год было затрачено $500 млн долларов. Кроме этого, сообщается, что технологический уровень, необходимый для осуществления целей программы TALOS не может быть достигнут раньше 2026 года. Среди основных критических проблем, в первую очередь, называется отсутствие достаточно компактных, надёжных и лёгких источников энергопитания.
Серьёзные сомнения также вызывает обеспечение скрытности использования костюма с экзоскелетоном, так как довольно трудно подобрать источник энергии, который бы не создавал высокий уровень шумового фона. Ввиду того, что коммерчески доступные образцы не удовлетворяют этим требованиям, представители компании General Atomics представили свои планы обеспечения системы TALOS гибридным гидроэлектрическим энергоблоком с двигателем внутреннего сгорания, который бы достигал скоростей 10 000 оборотов в минуту, умещаясь при этом на ладони руки.
Один из отставных военнослужащих американского спецназа Скотт Нейл (Scott Neil, Special Forces Master Sergeant), заметил, что никакие дорогостоящие технологические изыски в системах TALOS не заменят на поле боя вменяемого управления солдатами и грамотной разведки.